# Lijst van presidenten van Malawi
Hieronder volgt een lijst van presidenten van Malawi.

## Geschiedenis
Bij de onafhankelijkheid van Malawi in 1964 regeerde koningin Elizabeth II als staatshoofd. Als plaatsvervanger voor de koningin was er een gouverneur-generaal, Glyn Smallwood Jones. In 1966 werd de monarchie afgeschaft en werd Hastings Kamuzu Banda de eerste president.

## Presidenten van Malawi (1966-heden)
| Nr. | President | President                         | Ambtstermijn               | Partij | Partij | Verkiezing |
| --- | --------- | --------------------------------- | -------------------------- | ------ | ------ | ---------- |
| 1   |           | Hastings Kamuzu Banda (1898-1997) | 6 juli 1966 - 21 mei 1994  | MCP    |        |            |
| 2   |           | Bakili Muluzi (1943)              | 21 mei 1994 - 24 mei 2004  | UDF    |        | 1994       |
| 2   | 1999      | Bakili Muluzi (1943)              | 21 mei 1994 - 24 mei 2004  | UDF    |        |            |
| 3   |           | Bingu wa Mutharika (1934-2012)    | 24 mei 2004 - 5 april 2012 | UDF    |        | 2004       |
| 3   | DPP       | Bingu wa Mutharika (1934-2012)    | 24 mei 2004 - 5 april 2012 |        | 2009   |            |
| 4   |           | Joyce Banda (1950)                | 7 april 2012 - 31 mei 2014 | PP     |        |            |
| 5   |           | Peter Mutharika (1940)            | 31 mei 2014 - 28 juni 2020 | DPP    |        | 2014       |
| 5   | 2019      | Peter Mutharika (1940)            | 31 mei 2014 - 28 juni 2020 | DPP    |        |            |
| 6   |           | Lazarus Chakwera (1955)           | 28 juni 2020 - huidig      | MCP    |        | 2020       |